# Fiat-SAMAF
Fiat-SAMAF était la filiale créée par le constructeur italien Fiat en Belgique pour y assembler certains des modèles de sa large gamme destinés aux marchés spécifiques d'Europe du Nord et le Royaume Uni.

## Histoire
Face à l'engouement de ses modèles dans les pays d'Europe du Nord, et pour répondre aux attentes spécifiques des clients, la direction italienne de Fiat, dont les usines étaient saturées en Italie, décide de créer une unité d'assemblage pour les modèles spécifiques destinés à ces marchés. La Société Anonyme de Montage des Automobiles Fiat (S.A.M.A.F.) est créée le 26 juin 1957, en Belgique. Son siège social est implanté 175 rue de Genève à Bruxelles et son unité opérationnelle est construite à Waterloo. De plus, à cette époque, les droits de douane sur les produits finis importés étaient particulièrement élevés et variaient sensiblement dans le même pays selon le pays d'origine. (Note : au Danemark par exemple, une automobile importée d'Allemagne n'était pas taxée de la même manière que la même automobile provenant d'Espagne.)
L'usine devait essentiellement assurer le montage des automobiles livrées en CKD d'Italie mais nécessitant des modifications plus ou moins importantes pour ces marchés comme par exemple :
- la conduite à droite pour le Royaume-Uni ;
- le renforcement du chauffage intérieur des véhicules destinés aux pays nordiques ;
- l'adjonction d'accessoires ou la suppression des répéteurs de clignotants sur les ailes avant interdits dans certains pays (note : en France, les automobiles italiennes ne pouvaient pas garder les feux de recul à l'arrière, sous peine d'être cassés au marteau à la douane).

L'usine a démarré la production en 1958 avec la Fiat 600. Dès 1960, la Fiat 1100-103 série D est également assemblée, puis viendront en 1962 la Fiat Urania remplacée en 1964 par la Fiat Nettunia toutes deux dotées du moteur Fiat de 1 200 cm3 de la Fiat 1200 Granluce. Le dernier modèle assemblé en Belgique par SAMAF sera la Fiat 1500 très prisée dans ces pays.
Avec la libéralisation progressive des échanges entre les pays du marché commun, et la mise en service en Italie de nouveaux sites de fabrication dans le sud du pays, l'assemblage des automobiles chez SAMAF ne se justifiait plus. La fabrication sera arrêtée en 1968. La filiale belge devient alors importateur et distributeur des voitures de la marque.
Les autres activités de la société comme l'importation et la distribution des machines agricoles Fiat, Fiat-Someca et Laverda, des engins de travaux publics Fiat et BenFra se poursuivent et croissent rapidement.
En 1970, les activités liées à l'automobile sont séparées des activités industrielles. En Italie, Fiat S.p.A. est devenue une holding avec deux entités principales : Fiat Auto et Fiat Industrial. La société SAMAF est renommée Fiat Belgique et se consacre à l'importation et la distribution des automobiles du groupe Fiat.
En 1980, Fiat Belgique reprend l'importation et la distribution de la marque Lancia en Belgique qui était précédemment assurée par un importateur local.
Depuis 1992, Fiat Belgique assure la commercialisation de toutes les marques du groupe Fiat Auto et Fiat Professional.

## Modèles Fiat-SAMAF 1958/1968
Bien que quasiment tous les autres modèles de la gamme Fiat aient été commercialisés, la production locale durant ces années a été réservée aux modèles suivants :
- Fiat 600, assemblée de 1958 à 1962 ;
- Fiat 1100-103D, assemblée de 1960 à 1962 ;
- Fiat Urania, remplaçante de la 1100-103, équivalent de la fameuse Fiat 1100-103 1200, assemblée de 1962 à 1964 ;
- Fiat Nettunia, remplaçante de la Nettunia, équivalent de la réputée Fiat 1100-103, assemblée de 1964 à 1966 ;
- Fiat 1500, identique à la berline italienne Fiat 1500 assemblée de 1966 à 1968.

La production des modèles Fiat dans les ateliers belges SAMAF n'est pas connue.

## Sources
- (nl) Histoire de Fiat-SAMAF (consulté le 14 juin 2017)